# طرطير
طرطير (الاسم العلمي: Sphaerocoma)، جنس نباتات شبه شجيري مُزهر من فصيلة القرنفلية. أنواعه اثنان، أعطانها في شبه الجزيرة العربية والصومال.